# Howard Colton Stone
Howard Colton Stone (né à Northampton, au Massachusetts le 12 juin 1860 et mort le 14 février 1918 à Montréal) est un architecte américano-canadien.

## Biographie
Howard Colton Stone est né à Northampton, au Massachusetts le 12 juin 1860. Cet architecte américano-canadien a commencé sa carrière à New York puis, en 1896, il vient s'établir à Montréal où il ouvre un bureau d'architecture. On lui doit certains des premiers gratte-ciels de Montréal. Il meurt dans cette ville le 14 février 1918 des suites d'une pneumonie.
Il est enterré au cimetière Mont-Royal dans la section F 919.

## Projets
- L’immeuble Coristine (siège actuel de Ludia), 410 Saint-Nicolas (1901-1907)[1].
- L’édifice Beardmore, 417 Saint-Pierre (1902-1903)[1].
- L’édifice Bank of Ottawa (également nommé édifice Métropole), 4 Notre-Dame Est (1903-1904)[1].
- Ancien siège social de la Banque Royale, 1907-1908 [2],[3].
- L’édifice Sovereign Bank, 388 Saint-Jacques (1904-1905)[1].
- L’immeuble Le Drummond, 1111 Sainte-Catherine Ouest (1914), il fut  l’un des premiers gratte-ciel du  centre-ville de Montréal[1].
- L’église anglicane de l’Ascension, 5434, avenue du Parc (1904-1905) qui abrite aujourd'hui la Bibliothèque Mordecai-Richler[1].
- La maison Frederick Newman Beardmore, à Montréal, 1415 des Pins Ouest (1913-1914)[1].
- La salle de cinéma The Walker Theater, à Winnipeg (1906-1907)[1].